# دلیک داش
دلیک داش یک روستا در ایران است که در دهستان انگوت غربی واقع شده‌است.